# Bataille de Nietjärvi
Guerre de Continuation de la Seconde Guerre mondiale
Batailles
1941
- Carélie du Ladoga
- Isthme de Carélie
- Carélie orientale
- Silberfuchs
  - Renntier
  - Platinfuchs
  - Polarfuchs
- Kirkenes et Petsamo
- Hanko
- Bengtskär
- Porlampi

1942
- Suursaari
- Someri

1944
- Vyborg-Petrozavodsk
  - Tienhaara
  - Tali-Ihantala
  - Île de Nerva
  - Baie de Vyborg
  - Vuosalmi
  - Nietjärvi
  - Ilomantsi
  - Hokki

Campagnes de la mer Baltique
La bataille de Nietjärvi, du 15 au 17 juillet 1944, est un affrontement de la guerre de Continuation entre la Finlande et l'Union soviétique, qui a lieu pendant la Seconde Guerre mondiale. La bataille s'achève par une victoire finlandaise.

## Contexte : la ligne U se prépare à faire face à une attaque soviétique
Nietjärvi est un village au bord du lac Nietjärvi (« järvi » signifiant lac). Il est situé en Carélie de Ladoga, au nord du lac Ladoga (dans le coin sud-ouest de la frontière du raïon d'Aunus), dans une zone qui appartiendra à la Finlande jusqu'à la fin de la guerre de Continuation en 1944. Les 11 et 12 juillet 1944, le groupe finlandais Aunus est prêt à prendre position sur la ligne défensive U, s'attendant à une offensive ennemie. La construction de la ligne U avait été lancée sept mois plus tôt dans la zone de Nietjärvi–Lemetti–Loimola, en tant que ligne fortifiée derrière la ligne PSS (Pisi–Saarimäki–Sammatus), qui est la zone de défense la plus fortement fortifiée d'Olonets de Carélie (au nord et au nord-est du lac Ladoga).

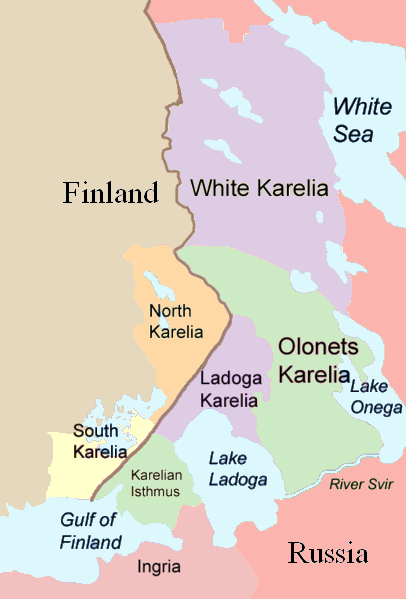
Certaines parties de la Carélie, telles que traditionnellement divisées.

Jusqu'en juillet 1944, la ligne de front suit de près les rives de la rivière Svir, qui coule du lac Onega au lac Ladoga. Avant le début des combats, les Finlandais abandonnent la tête de pont qu'ils occupent sur la rive sud de Svir, lorsque les transferts de troupes vers l'isthme de Carélie rendent la tenue impossible. Derrière la ligne de front, une ligne défensive secondaire avant l'importante ligne PSS permet à l'armée finlandaise de ralentir l'avancée soviétique.
L'offensive soviétique tant attendue commence avec une force écrasante et réussit à percer les défenses finlandaises sur la ligne de front. L'attaque s'arrête sur la ligne PSS, mais les efforts combinés des troupes d'assaut et de l'infanterie navale débarquant derrière les lignes finlandaises rendront impossible le maintien de la ligne PSS pour les Finlandais, qui commenceront à se retirer vers la ligne U tout en retardant l'avancée soviétique.
Au cours des trois semaines précédentes, les défenseurs finlandais ont réussi à retarder et à perturber l'avancée de l'offensive ennemie. Les Finlandais en retraite s'arrêtent à la ligne U. Après avoir découvert les défenses finlandaises, les Soviétiques lancent des attaques locales contre la ligne U dans le but de localiser d'éventuels points faibles propices à une tentative de percée depuis la ligne de défense finlandaise. La décision est prise d'effectuer une percée le long de la route côtière principale à Nietjärvi et d'avancer vers Kittilä. Atteindre Kittilä donnera accès au réseau routier finlandais mieux entretenu ainsi qu'à plusieurs routes menant aux zones arrière finlandaises (Sortavala, Värtsilä et Matkaselkä).
A l'aube du 15 juillet, la formation de la 5e division finlandaise est la suivante : la ligne entre le lac Ladoga et Nietjärvi est défendue par le 44e régiment d'infanterie, commandé par le lieutenant-colonel Ilmari Rytkönen ; le 2e régiment d'infanterie défend le côté nord-est de Nietjärvi sous le commandement du colonel Heikki Saure.

## Combats
Le matin du 15 juillet 1944, l'artillerie et les mortiers soviétiques ouvrent de violents préparatifs de tir. Les nuages de poussière, de sable et de fumée en résultant réduisent considérablement la visibilité. L'Armée rouge suit la préparation de l'artillerie par un assaut d'infanterie appuyé par des unités blindées. À midi, la défense finlandaise parvient à arrêter les attaques soviétiques partout sauf du côté ouest de Nietjärvi, où les 1er et 3e bataillons du 44e régiment d'infanterie sont dans l'incapacité de retenir les Soviétiques. Les Soviétiques obtiennent leur premier succès par une nouvelle tentative de percée sur la rive nord-ouest du lac Nietjärvi, à Yrjölä. Le manque de réserves rend difficile la réponse des Finlandais aux attaques, mais le soir même, ils réussissent à arrêter la tentative de percée de l'Armée rouge, à l'exception d'une section de 400 mètres de large de la ligne que les Soviétiques maintiennent fermement. Tout au long de la soirée, l’offensive soviétique se poursuit sans relâche, soutenue par un appui aérien massif. L'armée de l'air finlandaise participe également à la bataille, bombardant les formations de l'Armée rouge au bord sud-est du lac Nietjärvi. Les bataillons d'artillerie soutenant la 5e division finlandaise ont tiré 10 170 obus et 4 900 mortiers le 15 juillet.
Au petit matin du 17 juillet 1944, les unités finlandaises approchant de la tranchée par les deux extrémités parviennent à se relier à l'aide des lance-flammes. Seule une petite partie des soldats de l’Armée rouge piégés dans la tranchée ou au-delà parviennent à s'échapper. Les forces soviétiques tentent de soutenir les troupes combattant dans les tranchées mais l'artillerie finlandaise empêche les renforts d'atteindre la zone.

## Pertes et conclusion
L'Armée rouge échoue à pénétrer dans la défense de la 5e division finlandaise sur la ligne U. Les pertes les plus lourdes sont subies par la 114e division de fusiliers soviétique. Le 762e régiment de fusiliers soviétique est totalement détruit. Le message des Finlandais transmis au quartier général de l'Armée rouge est le suivant : « Le régiment détruit, le drapeau sauvé ». La majeure partie des deux autres régiments de la 114e division soviétique fut également détruite et la 272e division de fusiliers soviétique subit de lourdes pertes. Une quarantaine de chars de l'Armée rouge ayant attaqué en direction de Nietjärvi sont perdus. La tentative de percée coûte aux Soviétiques plus de 6 000 victimes, dont plus de 2 000 au cours de cette bataille relativement courte mais brutale. Quelques soldats de l'Armée rouge sont capturés par les Finlandais.
L'armée finlandaise compte 500 morts ou disparus et 700 blessés. Certains soldats pourraient être morts en dehors du champ de bataille de Nietjärvi.
Au cours des cinq jours du 11 au 15 juillet, l'artillerie de campagne finlandaise a tiré 54 300 obus sur la ligne U, soit plus que lors de toute autre bataille de l'été 1944. Ils ont également tiré 24 400 mortiers. Les bataillons d'infanterie disposaient du soutien d'artillerie le plus élevé enregistré, avec 1,4 bataillon d'artillerie par bataillon d'infanterie. Les Finlandais ont déployé un élément de surprise, infligeant de lourds dégâts aux forces ennemies avec des barrages d'artillerie très courts de 30 secondes ou d'une minute et des tirs de contre-batterie, effectués sans le soutien notable de l’armée de l’air finlandaise.
La coopération efficace des éléments des forces armées finlandaises a aidé le groupe Aunus à arrêter l'avancée du front de Carélie soviétique le long des rives de Ladoga au niveau de la ligne U. La puissance de feu concentrée de l'artillerie de campagne et des mortiers a joué un rôle essentiel, comme dans de nombreux autres combats critiques au cours de l'été 1944. La tentative de contournement de la ligne U par la 7e armée soviétique a abouti à des engagements plus limités à la frontière au nord du lac Ladoga. La décision soviétique d'étendre le front obligea les Finlandais à étendre également leur ligne, ouvrant la voie à la bataille d'Ilomantsi, menée plus au nord. La défense finlandaise a empêché l'Armée rouge d'avancer du côté nord du lac Ladoga jusqu'aux champs de bataille de l'isthme de Carélie. Si l'Armée rouge n'avait pas été arrêtée ici, les forces finlandaises combattant sur l'isthme de Carélie se seraient retrouvées entre deux armées soviétiques sur l'isthme étroit, dans la zone délimitée par le golfe de Finlande au sud et le lac Ladoga au nord.